# Lista gmin w stanie Morelos

Lokalizacja stanu Morelos na mapie Meksyku

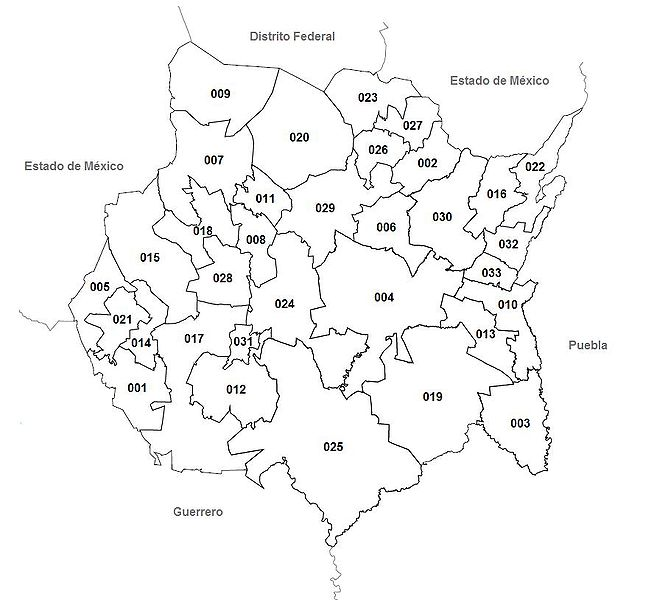
Podział stanu Morelos na gminy oznaczone kodami INEGI

Meksykański stan Morelos dzieli się na 33 gminy (municipios).
| INEGI (kod statystyczny) | Nazwa gminy          | Siedziba władz       | Liczba ludności |
| ------------------------ | -------------------- | -------------------- | --------------- |
| 001                      | Amacuzac             | Amacuzac             | 15 359          |
| 002                      | Atlatlahucan         | Atlatlahucan         | 13 863          |
| 003                      | Axochiapan           | Axochiapan           | 30 376          |
| 004                      | Ayala                | Ciudad Ayala         | 70 023          |
| 005                      | Coatlán del Río      | Coatlán del Río      | 8 181           |
| 006                      | Cuautla              | Cuautla              | 160 283         |
| 007                      | Cuernavaca           | Cuernavaca           | 349 102         |
| 008                      | Emiliano Zapata      | Emiliano Zapata      | 69 064          |
| 009                      | Huitzilac            | Huitzilac            | 14 815          |
| 010                      | Jantetelco           | Jantetelco           | 13 811          |
| 011                      | Jiutepec             | Jiutepec             | 181 317         |
| 012                      | Jojutla              | Jojutla              | 51 604          |
| 013                      | Jonacatepec          | Jonacatepec          | 13 598          |
| 014                      | Mazatepec            | Mazatepec            | 8 766           |
| 015                      | Miacatlan            | Miacatlan            | 22 691          |
| 016                      | Ocuituco             | Ocuituco             | 15 357          |
| 017                      | Puente de Ixtla      | Puente de Ixtla      | 56 410          |
| 018                      | Temixco              | Temixco              | 98 560          |
| 033                      | Temoac               | Temoac               | 12 438          |
| 019                      | Tepalcingo           | Tepalcingo           | 23 209          |
| 020                      | Tepoztlán            | Tepoztlán            | 36 149          |
| 021                      | Tetecala             | Tetecala             | 6 473           |
| 022                      | Tetela del Volcán    | Tetela del Volcán    | 17 255          |
| 023                      | Tlalnepantla         | Tlalnepantla         | 5 884           |
| 024                      | Tlaltizapan          | Tlaltizapan          | 44 733          |
| 025                      | Tlaquiltenango       | Tlaquiltenango       | 29 637          |
| 026                      | Tlayacapan           | Tlayacapan           | 14 467          |
| 027                      | Totolapan            | Totolapan            | 10 012          |
| 028                      | Xochitepec           | Xochitepec           | 53 368          |
| 029                      | Yautepec             | Yautepec de Zaragoza | 84 513          |
| 030                      | Yecapixtla           | Yecapixtla           | 39 859          |
| 031                      | Zacatepec de Hidalgo | Zacatepec de Hidalgo | 33 527          |
| 032                      | Zacualpan de Amilpas | Zacualpan de Amilpas | 7 957           |